# The River of Dreams
"The River of Dreams" é um single do músico Billy Joel. Essa é a faixa título e também foi o primeiro single do álbum de 1993, River of Dreams. A canção foi um sucesso, ocupando a posição #3 nas paradas dos Estados Unidos e no Reino Unido. Também alcançou o topo das tabelas na Austrália e da revista Billboard Adult Contemporary. Em 2007, um cover da canção foi feita sob o título "River of Dreams" por Jerry Lawson Talk of the Town no álbum Jerry Lawson Talk of the Town.

## Faixas

### CD Single (Reino Unido)
Todas as faixas compostas e escritar por Billy Joel.
1. "The River of Dreams" - 4:05
2. "The River of Dreams" (Percapella mix)
3. "The Great Wall of China" - 5:45

## Posição em tabelas internacionais
| Tabela (1993)                                | Posição ocupada |
| -------------------------------------------- | --------------- |
| Tabela de singles da Áustria                 | 2               |
| Austrália ARIA Singles Chart                 | 1               |
| Dutch Top 40                                 | 5               |
| Alemanha Media Control Charts                | 4               |
| Tabela de singles da Irlanda                 | 2               |
| Tabela de singles da Suécia                  | 8               |
| Tabela de singles na Suíça                   | 2               |
| UK Singles Chart                             | 3               |
| U.S. Billboard Hot 100                       | 3               |
| U.S. Billboard Hot Adult Contemporary Tracks | 1               |
| U.S. Billboard Hot Singles Recurrents        | 1               |
| U.S. Billboard Hot 100 Recurrent Airplay     | 1               |
| U.S. Billboard Top 40 Mainstream             | 1               |